# Chœur universitaire de Grenoble
Pour les articles homonymes, voir CUG.
Le Chœur universitaire de Grenoble (CUG) est un chœur amateur fondé en 1946 par Léon Guichard. Il est à ce titre la plus ancienne des chorales universitaires de Grenoble.

## Historique
D’abord connue sous le nom de « chorale universitaire de Grenoble », l’association a participé pendant de nombreuses années à des échanges intenses et réalisé des concerts en France ainsi qu'à l’étranger. Ce fut notamment le cas à l’occasion de concours de chants internationaux, avec d’autres chorales européennes telles que la chorale de Gdansk ou la chorale de Saint-Pétersbourg.
Sous la houlette de ses deux premiers chefs de chœur, Léon Guichard et Jean Giroud, la chorale a pu enregistrer des œuvres éditées par un label national qui lui ont valu des récompenses de prestige ainsi que des diffusions en radio.
Durant l'année  1972-73, il apparaissait que le chœur n'était plus en mesure de finaliser l'intégrale de Poulenc (impossibilité de réaliser la grande cantate pour double chœur, Figure Humaine), se posaient donc de graves questions quant aux orientations qu'il fallait donner à l'ensemble, chorale de masse ou ensemble plus élitiste. C'est ainsi que naquit l'Ensemble vocal universitaire qui continua quelque temps sous la direction de Jean Giroud, tandis que Anne-Marie Ragot reprit le grand chœur. C'est sous sa direction que la CUG aborda les grandes œuvres d'oratorio, en collaboration notamment avec Bernard Têtu, et aussi avec l'Ensemble instrumental de Grenoble sous la direction de Stéphane Cardon. En 1977 pour ses trente ans la CUG donne L'Orfeo de Monteverdi à la Maison de la culture de Grenoble sous la direction de Michel Corboz.
En 1991 deux sections furent ajoutées au chœur d'oratorio (formation pour chant classique), un chœur de femmes et un chœur gospel. C’est à cette occasion que l’association change de nom pour devenir « Les Chœurs des universités de Grenoble ». En 2000, le chœur gospel connu sous le nom de Rainbow Swingers devient une association indépendante qui prend le nom administratif de Ensemble Vocal des Universités de Grenoble bien que le nom Rainbow Swingers reste dans l'usage courant. Le chœur a depuis changé de style et est plus orienté chants du monde.
De nos jours, à part les Rainbow Swingers, seul le chœur d'oratorio subsiste sous le nom de « Chœur Universitaire de Grenoble ».

## Actualité
Le chœur regroupe actuellement[évasif] environ quatre-vingt-dix choristes, principalement étudiants ou employés de l’université, même s'il est ouvert à toute personne désirant pratiquer le chant choral. Les programmes musicaux sont travaillés tout au long de l’année scolaire universitaire, afin de permettre aux étudiants de participer pleinement à la préparation des programmes ainsi qu’à leurs représentations en concert. Sous l’impulsion de ses chefs, notamment Anass Ismat, le chœur a participé en 2013 au festival les détours de Babel.
Il prête aussi son concours à la formation de nouveaux chefs en Isère en accueillant régulièrement les élèves chefs de chœur pour des séances de direction.
Le répertoire travaillé est varié tout en restant classique, il va de la musique baroque (Bach, Vivaldi...) au répertoire plus contemporain du XXe siècle (Poulenc, Bartok...) en fonction des orientations des chefs de chœur.

## Enregistrements et récompenses
En 1950 la chorale universitaire est arrivée deuxième au concours de Llangolen dans la catégorie « Chant folk ». Ce concours international, organisé au Pays de Galles depuis 1947, a acquis une réputation internationale et connu un développement important. Il accueille des délégations de plus d’une cinquantaine de pays.
Sous la direction de Jean Giroud, la chorale universitaire a enregistré deux disques publiés par le label Erato : 
- En 1968, est publié un disque intitulé Musique chorale d’aujourd’hui[8]. Ce disque comprenait un ensemble de pièces chorales d’auteurs contemporains français ou italiens.
- En 1973, le disque Poulenc : Motets et chansons polyphoniques[9], paraît à l’occasion du dixième anniversaire de la disparition du compositeur. Il est distingué par l’Académie Charles Cros dans son palmarès de la même année.

## Chefs de chœur
Depuis ses débuts, le chœur a été dirigé successivement par douze chefs :
- 1946-1962 : Léon Guichard
- 1962-1972 : Jean Giroud
- 1972-1980 : Anne-Marie Ragot
- 1980-1986 : Philippe Garderet
- 1986-1989 : Yves Rassendren
- 1989-1996 : Bernard Spizzi
- 1996-2001 : Andreï Chevtchouk
- 2001-2007 : Alain Desbrières
- 2007-2011 : Ekaterina Petoukhova
- 2011-2013 : Anass Ismat
- 2013-2014 : Gildas de Saint-Albin
- depuis 2014 : Anne Laffilhe